# النظرية الفطرية (علم النفس)
النظرية الفطرية، تقول أن بعض القدرات فطرية تولد مع الإنسان، حيث يكون الدماغ مستعدا لها بخلاف النظرية التجريبية التي تفيد أن للدماغ قدرات فطرية تهيء للتعلم.